# Pot
Pót v fiziki označuje razdaljo, ki jo telo prepotuje med gibanjem iz ene lege v drugo. Pot se meri v metrih ali drugih enotah za merjenje dolžine.
Če je gibanje telesa premo, je njegov tir premica, pot pa je enaka dolžini prepotovane daljice. Pri krivem gibanju tir telesa opiše krivuljo (na primer elipso, parabolo, spiralo) v prostoru, pot pa je dolžina te krivulje. Pri kroženju je tir krožnica, pot pa je, ali enaka mnogokratniku obsega krožnice ali krožnemu loku. Planeti se na primer gibljejo po Keplerjevih zakonih.
Pri vrtenju točke telesa, ki ležijo na osi vrtenja, ne opisujejo poti, spreminja se jim le krajevni koordinatni sistem telesa, ostale točke pa krožijo okrog osi in pri vrtenju opravijo neko od nič različno pot.
V kvantni fiziki je pot, oziroma lega delca nepopolno določena po načelu nedoločenosti. V teoriji strun, kjer je 'pot' ploskev, pa lega po novem načelu nedoločenosti še načeloma ni določena.